# Емил Силанпе
Франс Емил Силанпе (фин. Frans Eemil Sillanpää; pronunciationⓘ; Хаменкиро, 16. септембар 1888 — Хелсинки, 3. јун 1964), био је један од најпознатијих финских писаца.
За своје радове награђен је Нобеловом наградом за књижевност 1939. године. У образложењу је речено да се награда додељује за: „Дубоко разумевање сељаштва своје земље и изузетну уметничку вештину којом је портретисао њихов начин живота и однос са природом“.

## Радови
- (1916)
- (1917)
- (1919)
- (1919)
- (1923)
- (1923)
- (1924)
- (1924)
- (1925)
- (1928)
- (1930)
- (1931)
- (1932)
- (1933)
- „Људи у љетној ноћи“ Ihmiset suviyössä (1934)
- (1936)
- (Месец жетве) (1941)
- (1945)